# Цучијура
Цучијура (јап. 土浦市) град је у Јапану у префектури Ибараки. Према попису становништва из 2005. у граду је живело 144.060 становника.

## Становништво
Према подацима са пописа, у граду је 2005. године живело 144.060 становника.
| 1995.   | 2000.   | 2005.   |
| ------- | ------- | ------- |
| 141.862 | 144.106 | 144.060 |

## Партнерски градови
- Фридрихсхафен
- Пало Алто